# Ulrike Mittmann
Ulrike Mittmann (* 1961) ist eine deutsche evangelische Theologin. Sie ist seit 2008 Professorin für Neues Testament und Antike Religionsgeschichte an der Universität Osnabrück.

## Leben
Nach dem Studium (1981–1988) der evangelischen Theologie in Tübingen, Münster und am Luther Northwestern Theological Seminary legte sie die erste evangelisch-theologische Dienstprüfung ab. 1988 wurde sie geprüfte wissenschaftliche Hilfskraft bei Martin Hengel am Institut für antikes Judentum und hellenistische Religionsgeschichte der Evangelisch-theologischen Fakultät Tübingen. Nach dem Vikariat (1994–1996) in Backnang-Sachsenweiler und Steinbach im Dienst der Evangelischen Landeskirche in Württemberg legte sie die zweite evangelisch-theologische Dienstprüfung ab.
Nach der Promotion zum Doktor der Theologie am 7. Februar 1995 an der Universität Tübingen war sie von 1996 bis 1998 wissenschaftliche Angestellte am Institut für antikes Judentum und hellenistische Religionsgeschichte der Evangelisch-theologischen Fakultät der Universität Tübingen im Rahmen des Drittmittelprojekts „Jüdische Schriften aus hellenistisch-jüdischer Zeit“. 2002 wurde sie wissenschaftliche Angestellte am Institut für antikes Judentum und hellenistische Religionsgeschichte der Evangelisch-theologischen Fakultät der Universität Tübingen. Von 2002 bis 2008 war sie wissenschaftliche Assistentin an der Evangelisch-theologischen Fakultät der Universität Tübingen. Nach der Habilitation am 15. Februar 2005 zur Erreichung der venia legendi im Fach Neues Testament an der Universität Tübingen wurde sie am 5. Februar 2012 zur Pastorin im Ehrenamt der lutherischen Landeskirche Hannovers ordiniert.
Ihre Forschungs- und Interessenschwerpunkte sind Synoptiker, Paulus, Hebräerbrief, neutestamentliche Hermeneutik, Theologie des Neuen Testaments, Umwelt des Neuen Testaments, antikes Judentum und hellenistische Religionsgeschichte (Qumran und jüdische Schriften aus hellenistisch-römischer Zeit).
Ihr Vater war der Theologe Siegfried Mittmann.

## Schriften

### Herausgeberin
- Ulrike Mittmann-Richert, Friedrich Avemarie und Gerbern S. Oegema (Hg.), Der Mensch vor Gott. Forschungen zum Menschenbild in Bibel, antikem Judentum und Koran. Festschrift für Hermann Lichtenberger zum 60. Geburtstag, Neukirchen-Vluyn (Neukirchener Verlag) 2003.

- Hermann Lichtenberger und Ulrike Mittmann-Richert, Biblical Figures in Deuterocanonical and Cognate Literature, Deuterocanonical and Cognate Literature. Yearbook 2008, Conference of the ISDCL at Tübingen, Germany, 30 June – 4 July 2007, Berlin – New York (Walter de Gruyter) 2009.

### Autorin
- Mittmann-Richert, Ulrike, Magnifikat und Benediktus: Die frühen Zeugnisse der judenchristlichen Tradition von der Geburt des Messias, Mohr Siebeck, Tübingen 2019

- Mittmann-Richert, Ulrike, Historische und legendarische Erzählungen, Jüdische Schriften aus hellenistisch-römischer Zeit, Bd. VI: Supplementa, Lieferung 1: Einführung zu den jüdischen Schriften aus hellenistisch-römischer Zeit, hg. von H. Lichtenberger und G. S. Oegema, Teilband 1, Gütersloh (Gütersloher Verlagshaus) 2000

- Mittmann-Richert, Ulrike, Der Sühnetod des Gottesknechts. Jesaja 53 im Lukasevangelium, Wissenschaftliche Untersuchungen zum Neuen Testament 220, Mohr Siebeck, Tübingen 2008